# Gaganitsa
Gaganitsa (bulgariska: Гаганица) är ett distrikt i Bulgarien.   Det ligger i kommunen Obsjtina Berkovitsa och regionen Montana, i den västra delen av landet, 70 km norr om huvudstaden Sofia.
Omgivningarna runt Gaganitsa är en mosaik av jordbruksmark och naturlig växtlighet. Runt Gaganitsa är det ganska glesbefolkat, med 43 invånare per kvadratkilometer.